# Texto performativo
Texto performativo ou, de forma mais precisa, enunciado performativo (performative utterance)  foi um conceito desenvolvido pelo filósofo britânico J. L. Austin para descrever determinada forma dos atos da fala ou da linguagem. Os atos da fala, segundo ele, podem se realizar de duas formas: como constatação, relatos ou descrições ou seja como ação comunicativa e, de outra forma, como ação performativa (performative utterance), como são as ordens, pedidos, advertências, ofensas, promessas, garantias, perguntas, apostas, vetos..., os quais implicam a realização de uma ação. 

## Tradução
Austin desenvolve o conceito de enunciado performativo em suas conferências na Harvard University em 1955. Utterance vem do inglês utter, expressar, comunicar, utterance tem suas origens no francês medieval (outrance), ir além de, exceder, que surge do latin ultrā. Assim a expressão performative utterance poderia ser também entendida como "expressão performática", que excede o texto, ou que vai além da comunicação. Outrossim, o adjetivo utter pode significar puro, completo ou total, como seu verbo pode ter também o sentido de enunciar.
O termo escolhido por Austin, antes desta conferência, era "performatório" (performatory), como explica em suas notas (p. 6), mas Austin decide usar performativo como um nome mais simples (shorter) por ser de maior uso. Austin afirma: "Eu proponho chamá-lo de sentença performativa ou enunciado performativo (performative utterance), ou, em forma sintética, performativo (performative) (How to do Things with Words. second edition. p. 6). 
Assim descreve Austin sobre o uso e o significado de performativo ao início de sua conferência:
| “ | O termo performativo será usado em numa variedade de formas e construções cognatas, assim como acontece com o termo "imperativo". O nome é derivado, sem dúvida, de perform, o verbo comum para o substantivo "ação": indica que o resultado (issuing) de um enunciado é o desenvolvimento de uma ação: não deve ser entendido apenas como o expressar de alguma coisa (How to do Things with Words. second edition. p. 6/7.) | ” |

## J. L. Austin
Segundo Austin a linguagem não apenas representa, mas também se transforma em ação, performatiza, faz as coisas serem realizadas. Há dois tipos de atos ou enunciados performativos: atos ilocucionários (illocutionary act) que correspondem ao que um sujeito faz quando diz algo (com quando alguém diz olá!, ele está saudando uma outra pessoa); e os atos perlocutórios (perlocutionary act) que envolvem as consequências da fala (como quando se assusta alguém, amedrontando, persuadindo ou surpreendendo, o que implica numa outra ação que será realizada)
(ver também Aspectos Pragmáticos: Atos Locucionário, Ilocucionário e Perlocucionário in letrasblogmatica.blogspot.com.br/2012/11/aspectos-pragmaticos-atos-locucionario.html). O texto deve ser reconhecido na situação que o envolve.
Joana Plaza Pinto afirma que o fundamento do pensamento filosófico de J. L. Austin buscava entender o enunciado daquilo que, na linguagem, não era verdadeiro ou falso. Austin, para esta autora, inova na reflexão dos estudos da linguagem. Até aquele momento estes estudos procuravam entender a linguagem como aquilo que era usado para dizer o verdadeiro ou o falso. Austin acrescenta os enunciados que não eram nem verdadeiros ou nem falsos, não descrevem ou servem para informar, mas sim fazem algo. Austin nomeia tal tipo de enunciado performativo (performative), derivando esse nome do verbo "perform", um verbo usual em inglês para designar ação (Joana Plaza Pinto, pg 36). 

## Notes
1. ↑  Austin (1962)
2. ↑  Austin (1962), p. 108
3. ↑  Austin (1962), p. 101
4. ↑  Austin (1962), p. 8
5. ↑   Pinto, Joana. Revista Cult 185, nov 2013. p. 35-37